# Passage des Panoramas
Le passage des Panoramas est un passage couvert parisien, situé dans le 2e arrondissement, entre le boulevard Montmartre au nord et la rue Saint-Marc au sud, qui abrite la boutique Stern.

## Situation et accès
Ce passage couvert édifié en 1799, par Jean-Louis Girard, est l’un des plus anciens passages couverts de Paris avec le passage du Caire. C’est l’un des premiers passages commerciaux couverts d’Europe. À l’origine, il comptait plus de soixante boutiques habitables. Il fait l’objet d’une inscription au titre des monuments historiques depuis le 7 juillet 1974.
Ce site est desservi par la station de métro Grands Boulevards.

## Origine du nom
Il porte ce nom car des panoramas y avaient été établis à l'origine à l’intérieur de deux rotondes qui faisaient 17 mètres de diamètre et 7 mètres de hauteur. On relate notamment l’existence du panorama Paris vu du toit des Tuileries, œuvre de Pierre Prévost exposée à l’entrée du passage ou bien l’évacuation de Toulon par les anglais en décembre 1793.

## Historique

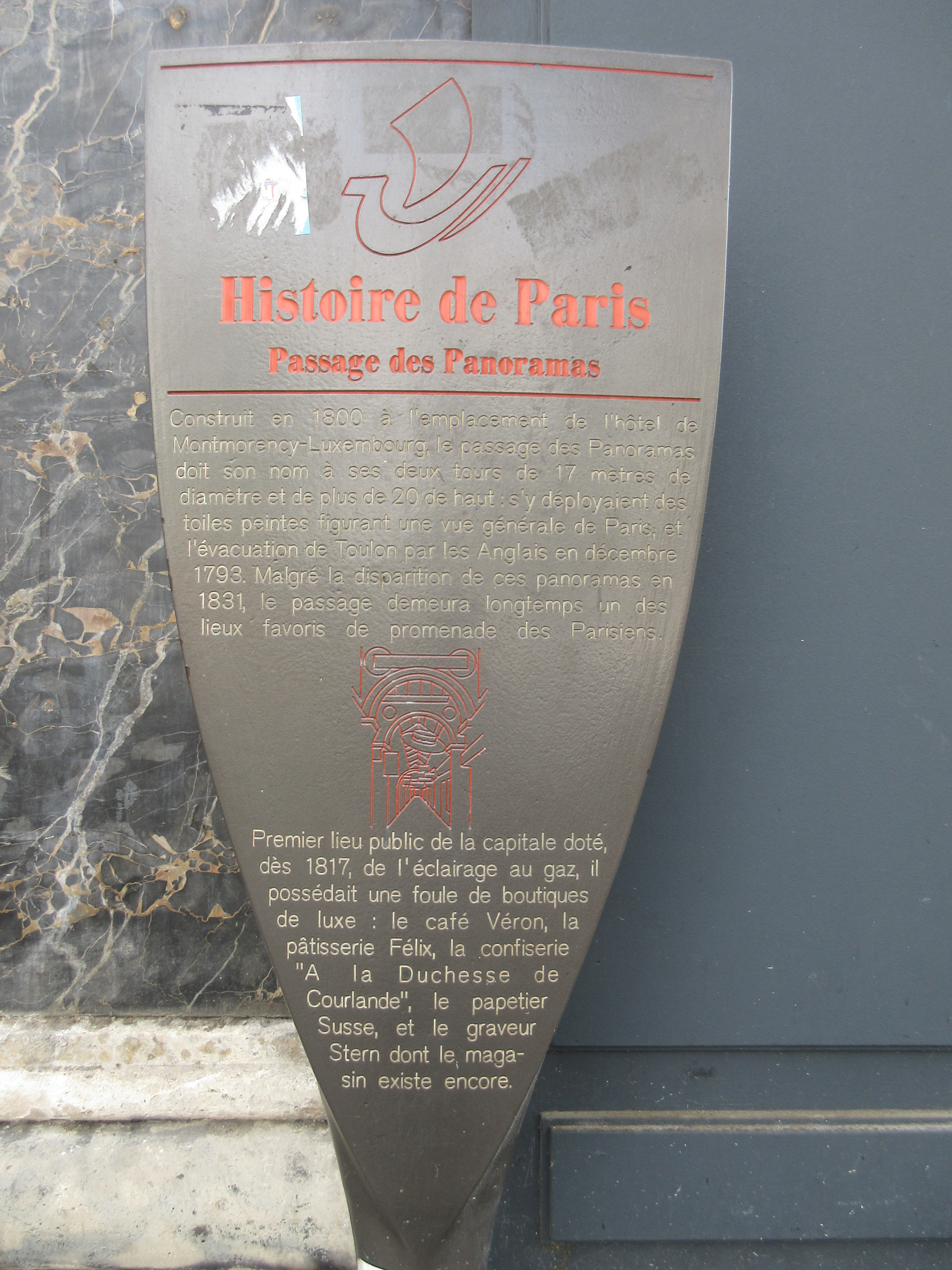
Panneau Histoire de Paris
« Passage des Panoramas ».

Le passage a été ouvert en 1799-1800 à la place de l'hôtel de Montmorency-Luxembourg construit par Lassurance en 1704. L’actuelle entrée de la rue Saint-Marc, en face la rue des Panoramas, était la porte d’entrée de la maison d’origine. Son nom provient d'une attraction commerciale, appartenant à l’ingénieur et inventeur américain Robert Fulton, venu à Paris offrir ses dernières inventions, le bateau à vapeur, le sous-marin et les torpilles, à Napoléon et au Directoire. En attendant leur réponse, Fulton subventionnait son projet de Nautilus grâce à l’argent qu’il gagnait avec une exposition commerciale installée au-dessus de l’entrée consistant en deux rotondes où étaient peints des tableaux panoramiques représentant des paysages de Paris, Toulon, Rome, Jérusalem et d’autres grandes villes célèbres. Lorsque Napoléon, qui s’intéressait peu à la marine, finit par rejeter les projets de Fulton, celui-ci abandonna ses panoramas pour aller offrir ses inventions aux Anglais à Londres.
Lorsque l’armateur américain James William Thayer acquit l’ancien hôtel aux enchères, il trouva par cette attraction le moyen de rentabiliser les lieux. C’est lui qui fit percer le premier tronçon du passage qui prit le nom de « Panoramas » en souvenir des rotondes, détruites en 1831. Après sa mort, ses deux fils, Amédée Thayer et Edouard James Thayer, demeurèrent propriétaires des lieux. 

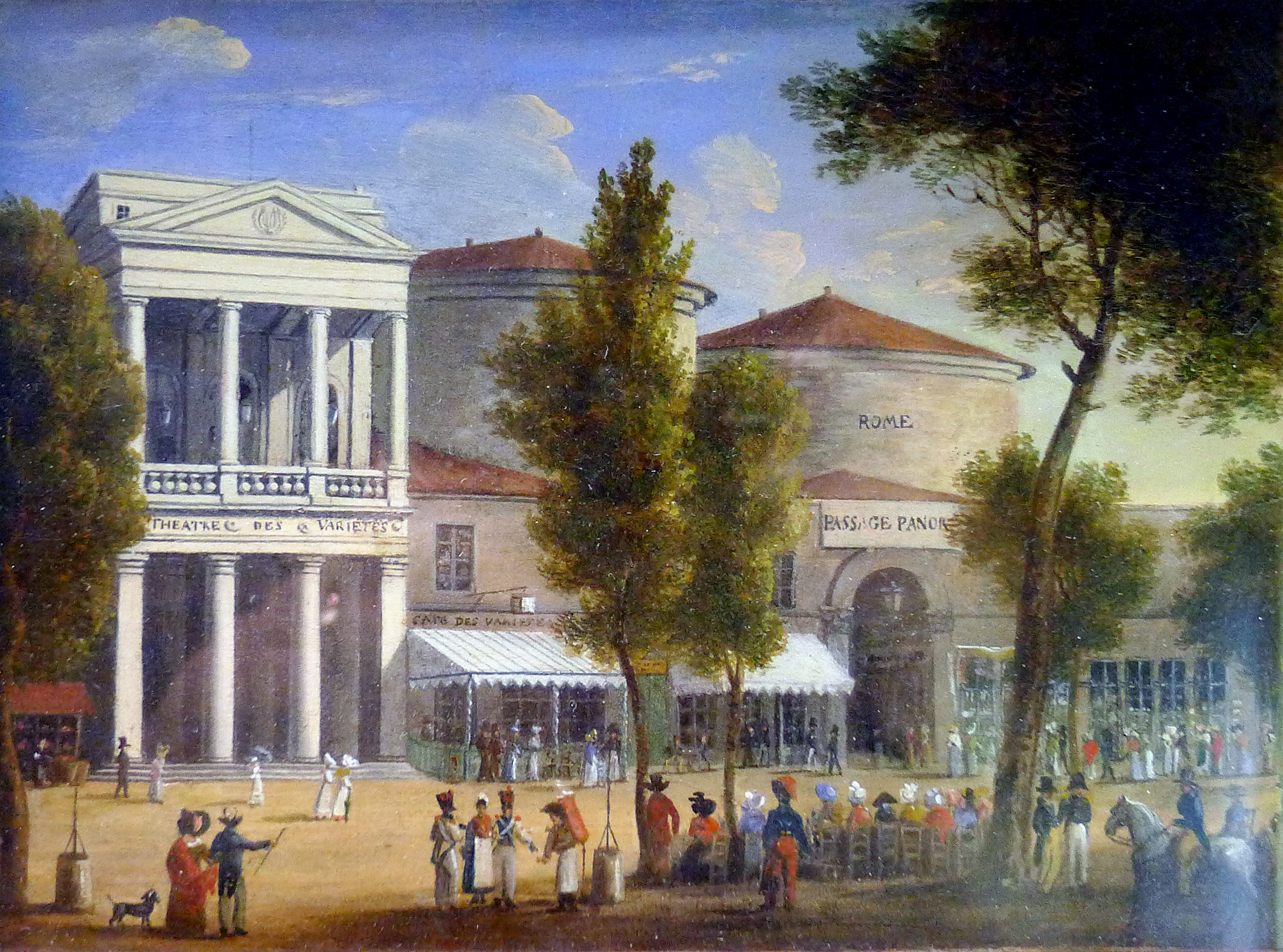
Boulevard Montmartre au niveau du théâtre des Variétés et du passage des Panoramas, vers 1820, musée Carnavalet.

La première galerie couverte, au Palais-Royal, avait ouvert en 1786, suivie par le passage Feydau en 1790-1791, le passage du Caire en 1799, et le passage des Panoramas en 1800. En 1800, les emplettes dans les rues sombres, boueuses et bondées de Paris, dont très peu avaient des trottoirs ou l’éclairage, étaient désagréables. Les bazars et les souks orientaux avaient des passages commerciaux couverts depuis des siècles, mais le passage des Panoramas a innové avec des toitures vitrées puis, en 1816, le premier essai d’éclairage au gaz, inventé par l’ingénieur Philippe Lebon, effectué dans ce passage, qui en ont fait un ancêtre des galeries marchandes du XIXe siècle et des centres commerciaux couverts du XXe siècle.
Dans la première moitié du XIXe siècle, les devantures des boutiques du passage des Panoramas rivalisaient de séductions – boiseries décorées, miroirs – pour attirer l’acheteur. Là se succédaient confiseurs, bottiers, gantiers, orfèvres, éditeurs de musique, chapeliers, marchands de jouets, libraires, magasins de modes, épiceries fines. Autant de commerces de luxe, dont les « réclames », à la dernière page des journaux, se plaisaient à signaler l’arrivée de nouveautés de toutes sortes et dont les enseignes étaient promesses d’évasion : la Duchesse de Courlande, la Chaumière allemande, les Armes de Werther, la Lampe merveilleuse. La comtesse Delphine Potocka, à son arrivée à Paris en 1831, raconte qu'on lui fit visiter le passage des Panoramas.  
En 1834, l’architecte Grisart rénove le passage et crée trois galeries supplémentaires à l’intérieur du pâté de maisons : la galerie Saint-Marc parallèle au passage, la galerie des Variétés qui donne accès à l’entrée des artistes du théâtre des Variétés, les galeries Feydeau et Montmartre. S’y installent le graveur Stern, dont la boutique est inscrite aux monuments historiques, suivi des marchands de cartes postales et de timbres-poste, ainsi que quelques restaurants. Actuellement, la partie du passage proche du boulevard Montmartre est richement décorée, tandis que la partie plus éloignée et les galeries sont plus quelconques.

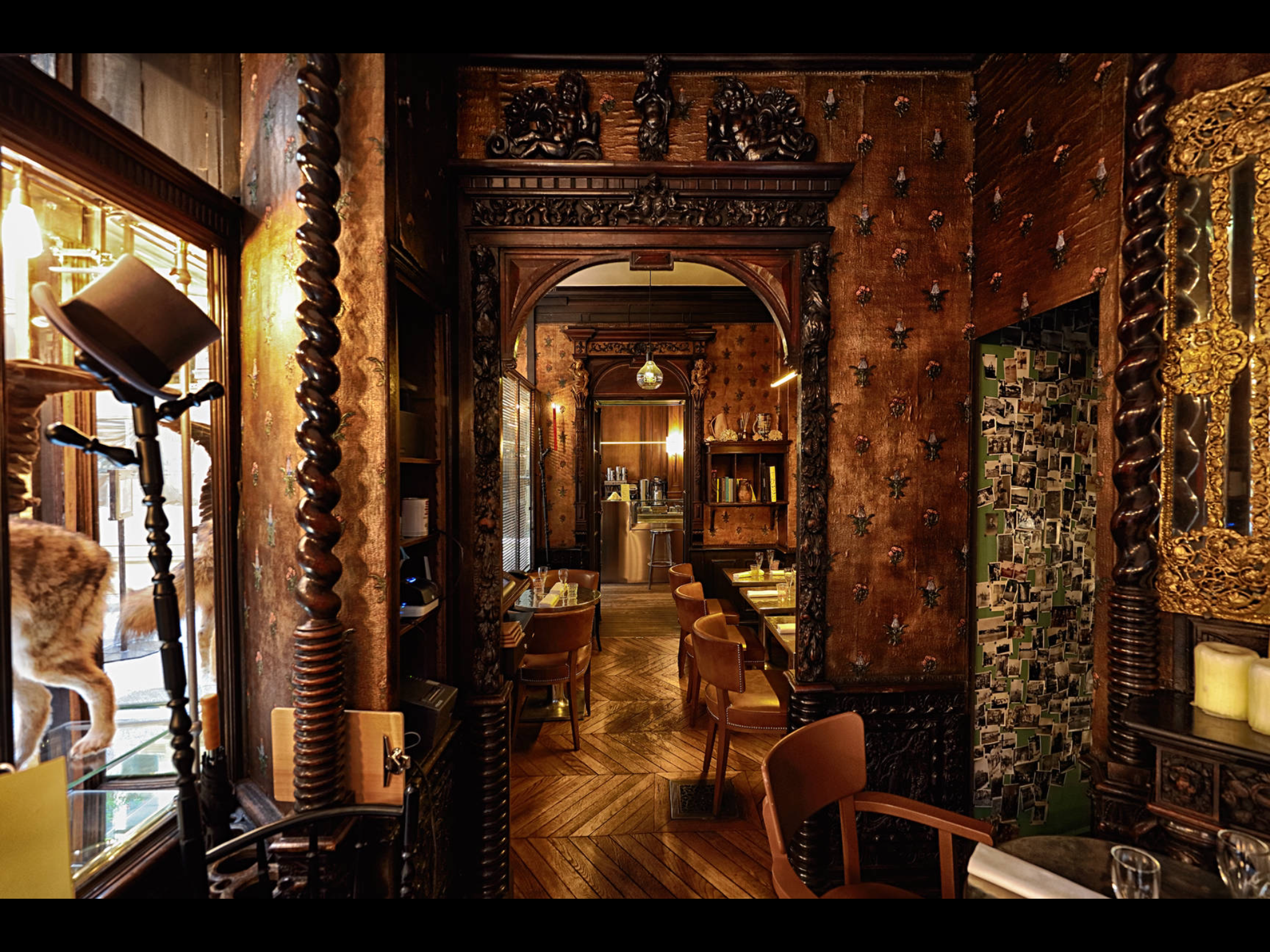
Au No 47, ancienne boutique de la maison Stern Graveur (1836), inscrite monument historique, occupée depuis 2014 par le Caffè Stern.

Au XIXe siècle, le sculpteur Jean-Pierre Dantan expose dans une des salles du Passage, dite « musée Dantan », ses petits bustes en plâtre ou en bronze, caricatures et portraits de la société de son temps (dont Talleyrand, Louis-Philippe, Beethoven, Paganini, Liszt, Victor Hugo, Balzac). À la fin du XIXe siècle, l’Académie Julian s’y installe, celle-ci était un des seuls lieux autorisés aux femmes pour leur faciliter l’étude des Arts, l’école des Beaux-Arts ne leur étant pas ouverte.
Le musée Carnavalet dispose d’une aquarelle de Georges Cain représentant Le Passage des panoramas (époque du Consulat) où fut fondée la maison Susse frères. Le chapitre VII du roman Nana d’Émile Zola décrit le passage, tel qu’il était en 1867. Anne Cuneo a situé un des romans dans ce passage éponyme (1978).
Le passage des Panoramas aurait inspiré[réf. nécessaire] l'ancienne galerie marchande aménagée au rez-de-chaussée de la première maison Brudern (1817, Mihály Pollack architecte) à Pest. Cette galerie a été démolie pour faire place à l'actuelle « cour de Paris » (Párizsi udvar), dite aussi « passage de Paris », située au 10 Ferenciek tere à Budapest.

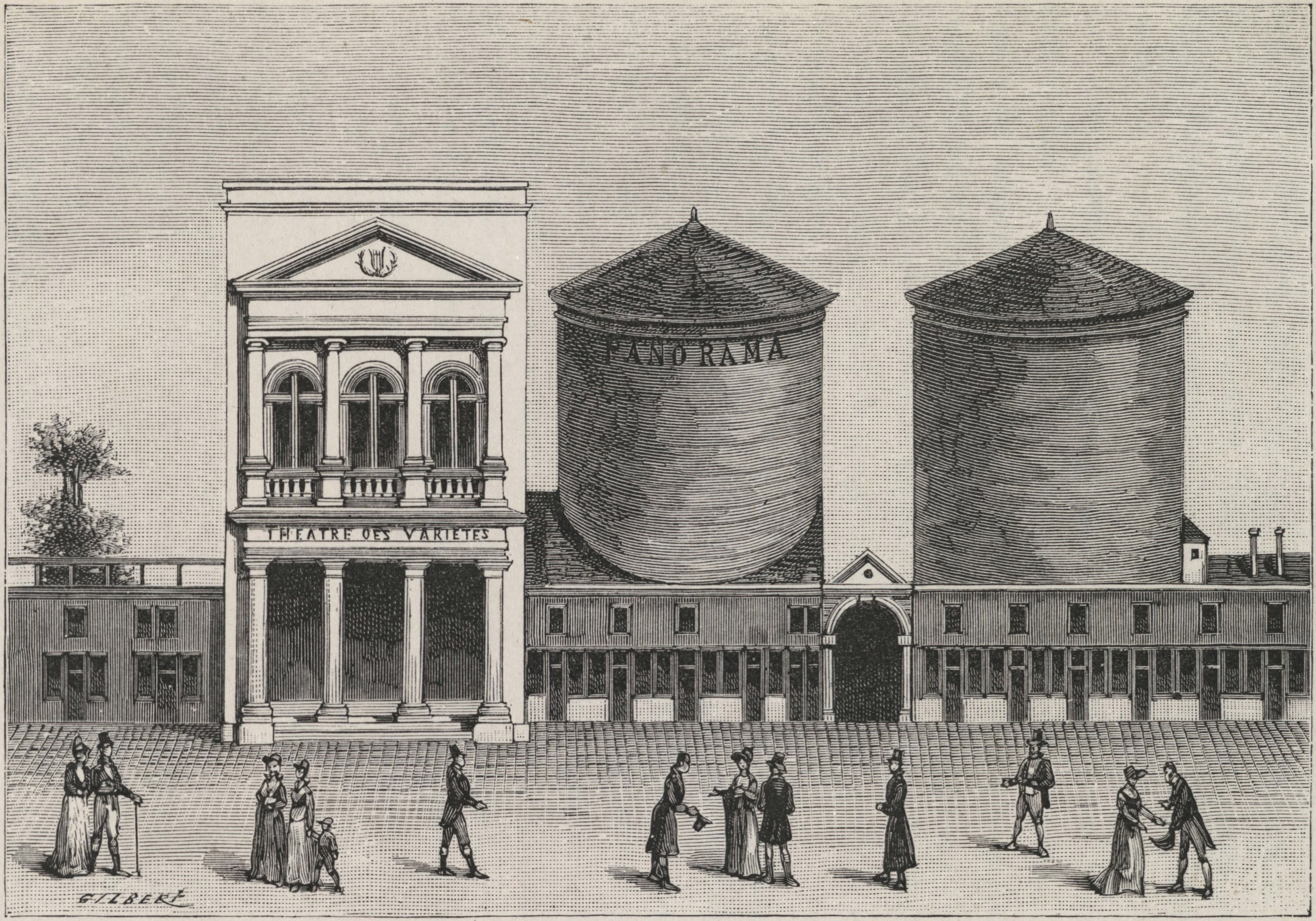
Les premières coupoles des panoramas à Paris sur le boulevard Montmartre en 1802, d’après une gravure du temps reproduite par le journal La Nature.
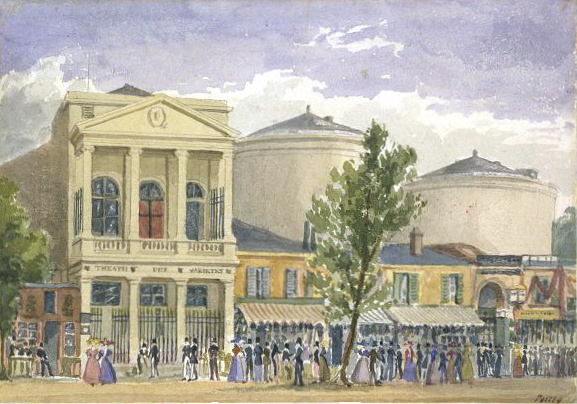
Le théâtre des Variétés à gauche et, sur la droite, les deux rotondes du panorama construit par James W. Thayer avec l’entrée du passage, en 1829
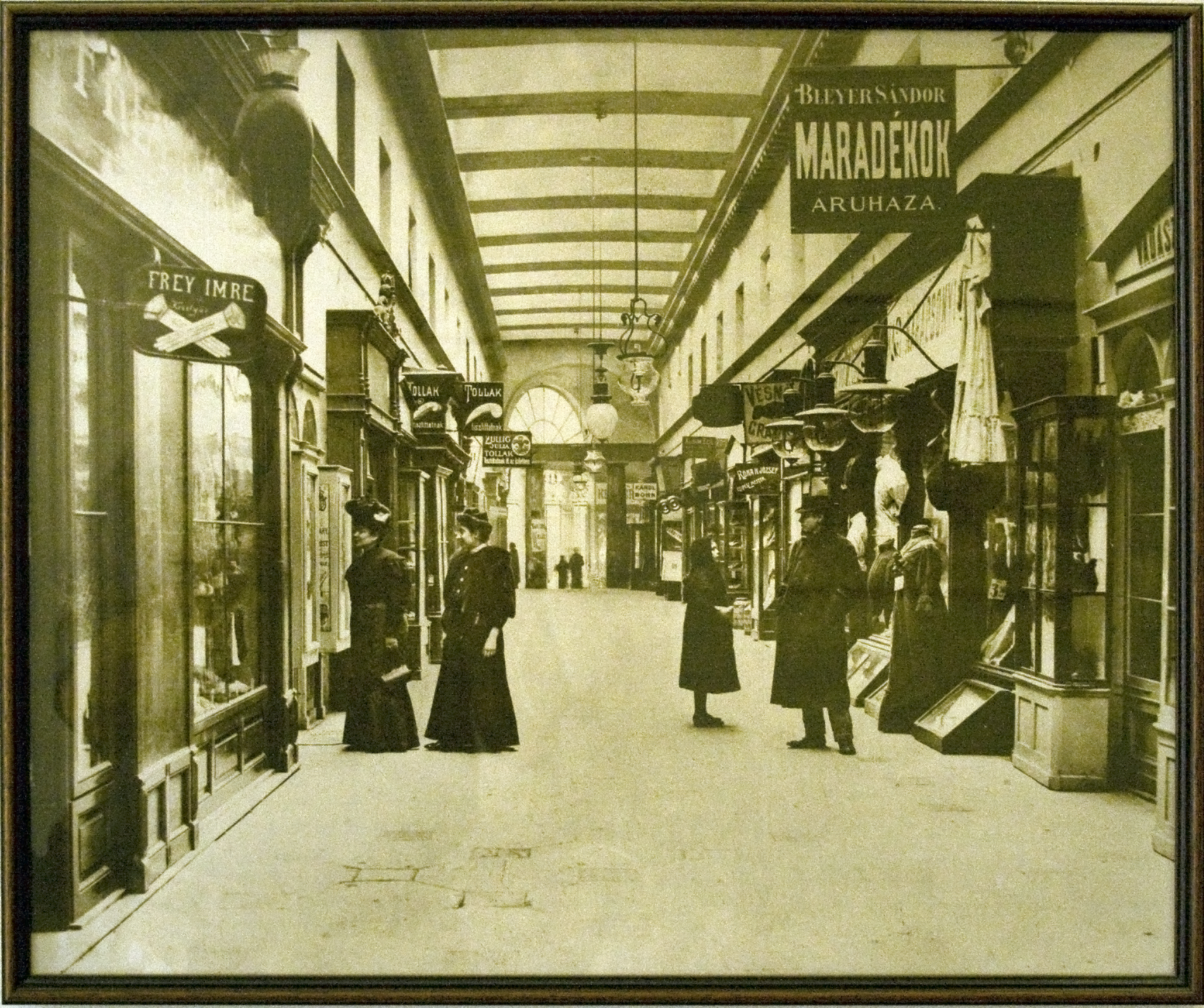
Le passage de l’ancienne « maison de Paris » à Budapest vers 1900, avant sa démolition.

## Situation juridique
Le passage des panoramas est une voie privée à circulation publique constitué de 18 parcelles .
Depuis le 1er janvier 1958, l’ensemble des unités cadastrales sont administrées et gérées séparément les unes des autres.

## Bâtiments remarquables et lieux de mémoire

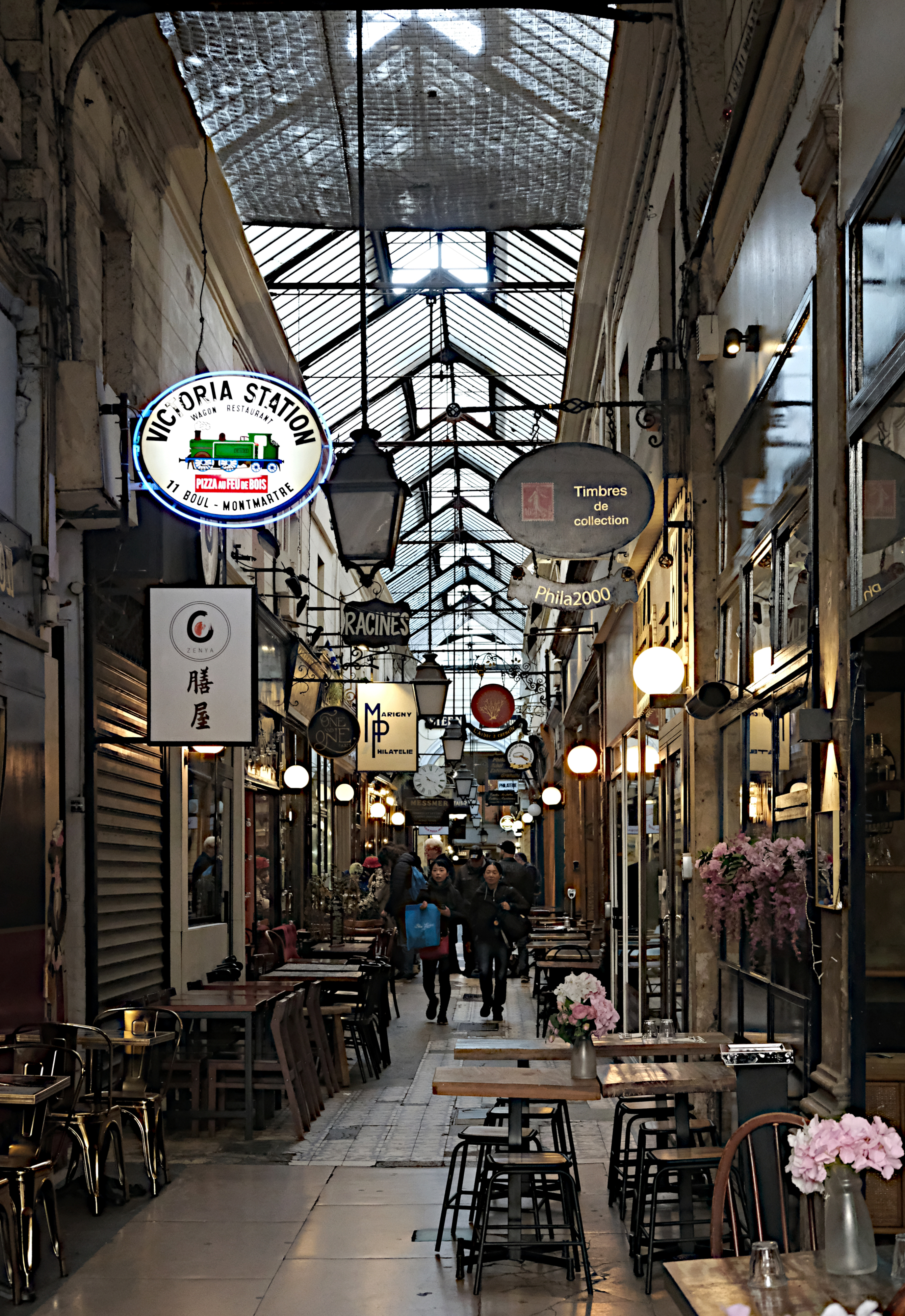
Passage des Panoramas (galerie principale).

- No 16 : emplacement de l'ancien commerce de l'éditeur et marchand de musique Frère, depuis au moins 1825 ; la boutique et l'important fonds furent rachetés en 1841 par Alexandre Brullé (1814-1891) qui participa en 1851 à la fondation de la SACEM dont il fut membre jusqu'en 1858. Il épousa en 1843 Adeline-Augustine Tardieu, fille du graveur Pierre-Antoine Tardieu (1784-1869)[18].
- n° 17 : Les frères Susse, alors papetiers, avant de s'orienter vers la fonderie d'art, eurent jusqu'en 1829 leur boutique à cette adresse. Par la suite ils émigrèrent au 31 place de la Bourse[19].
- No 47 : emplacement, à partir de 1834, de la boutique du graveur Isidore Aumoitte (1797-1846), auquel succéda à la fin des années 1850 son associé Moïse Stern. La maison Graveur Stern dont la boutique est protégée au titre des monuments historiques[20] abandonna les lieux en 2014 au profit du restaurant italien Caffè Stern, fondé la même année. Au dessus se situait le premier siège de l'Académie Julian, qui fut notamment l'école des artistes les sœurs Jenny et Madeleine Zillhardt, Marie Bashkirtseff et Louise Catherine Breslau[21].

## Galerie

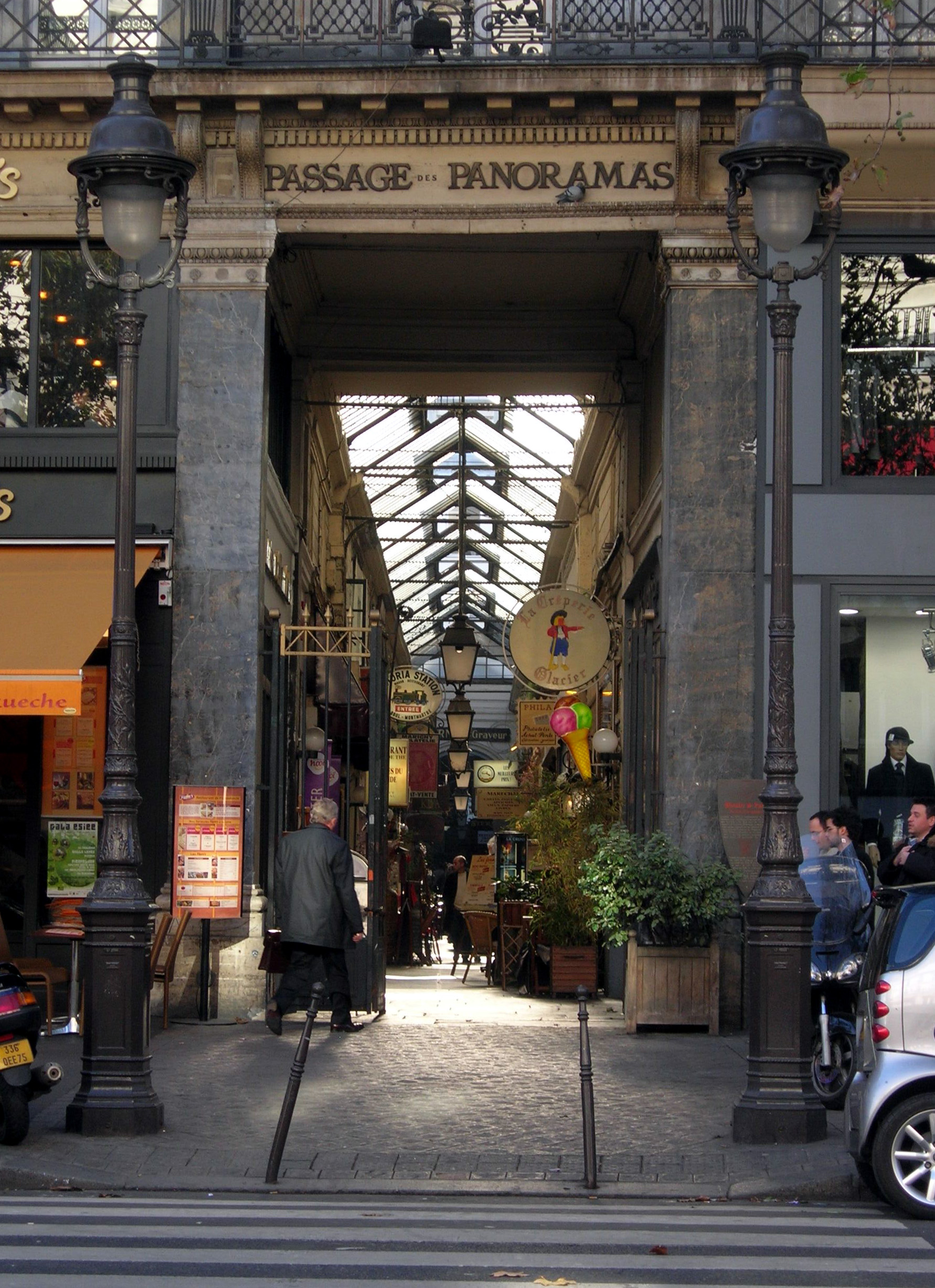
Entrée du passage, boulevard Montmartre.
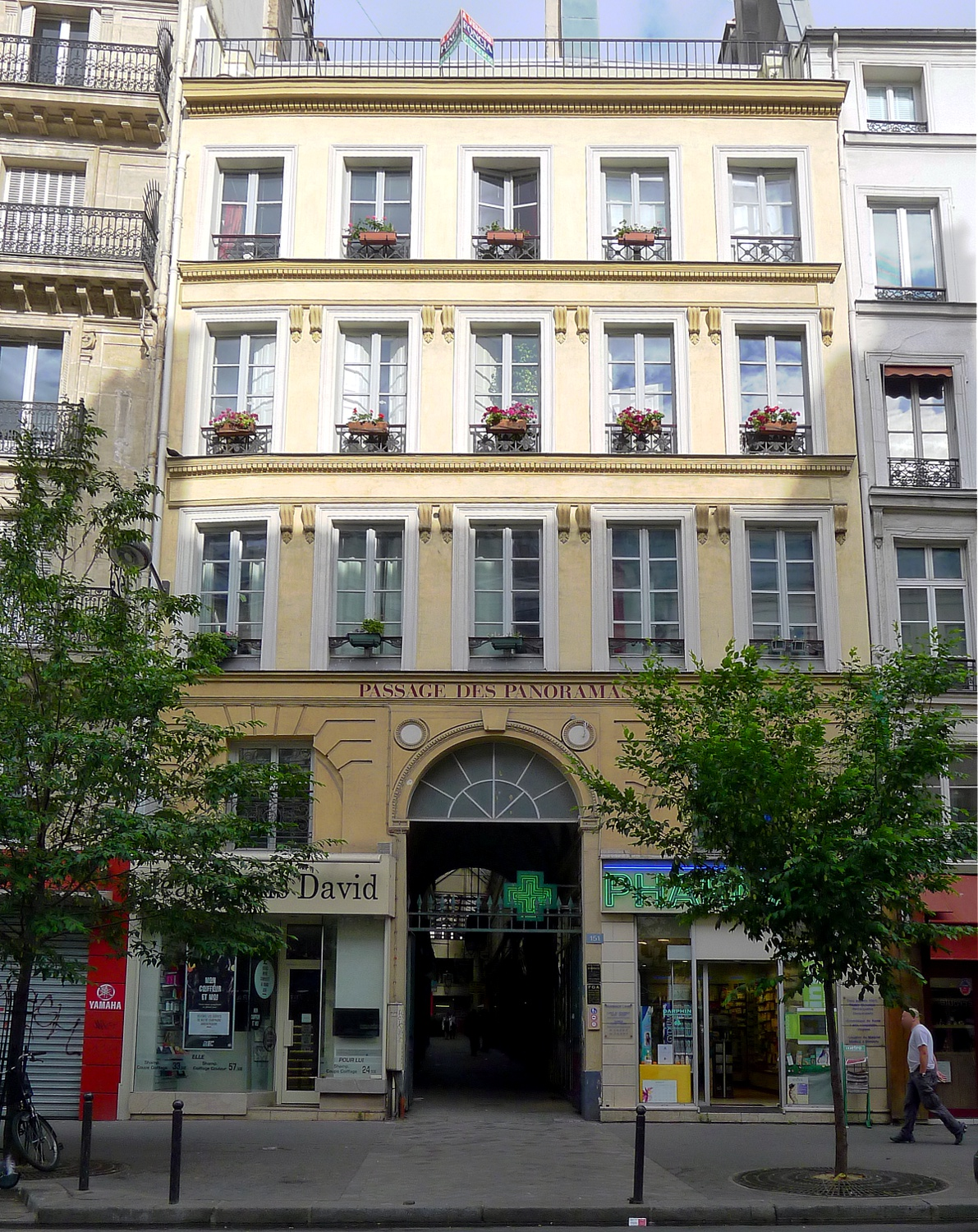
Entrée du passage, rue Montmartre.
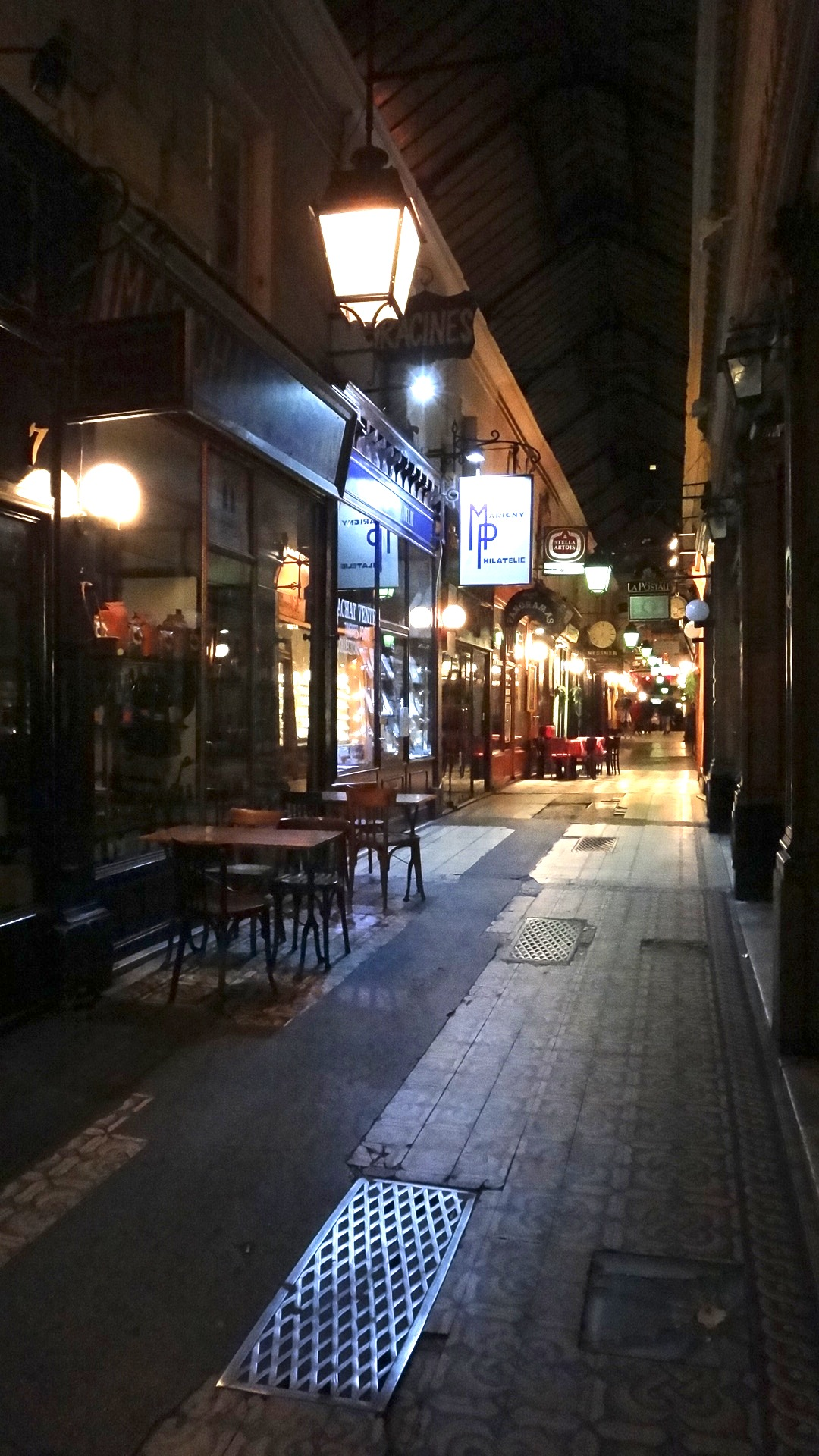
Le passage de nuit.
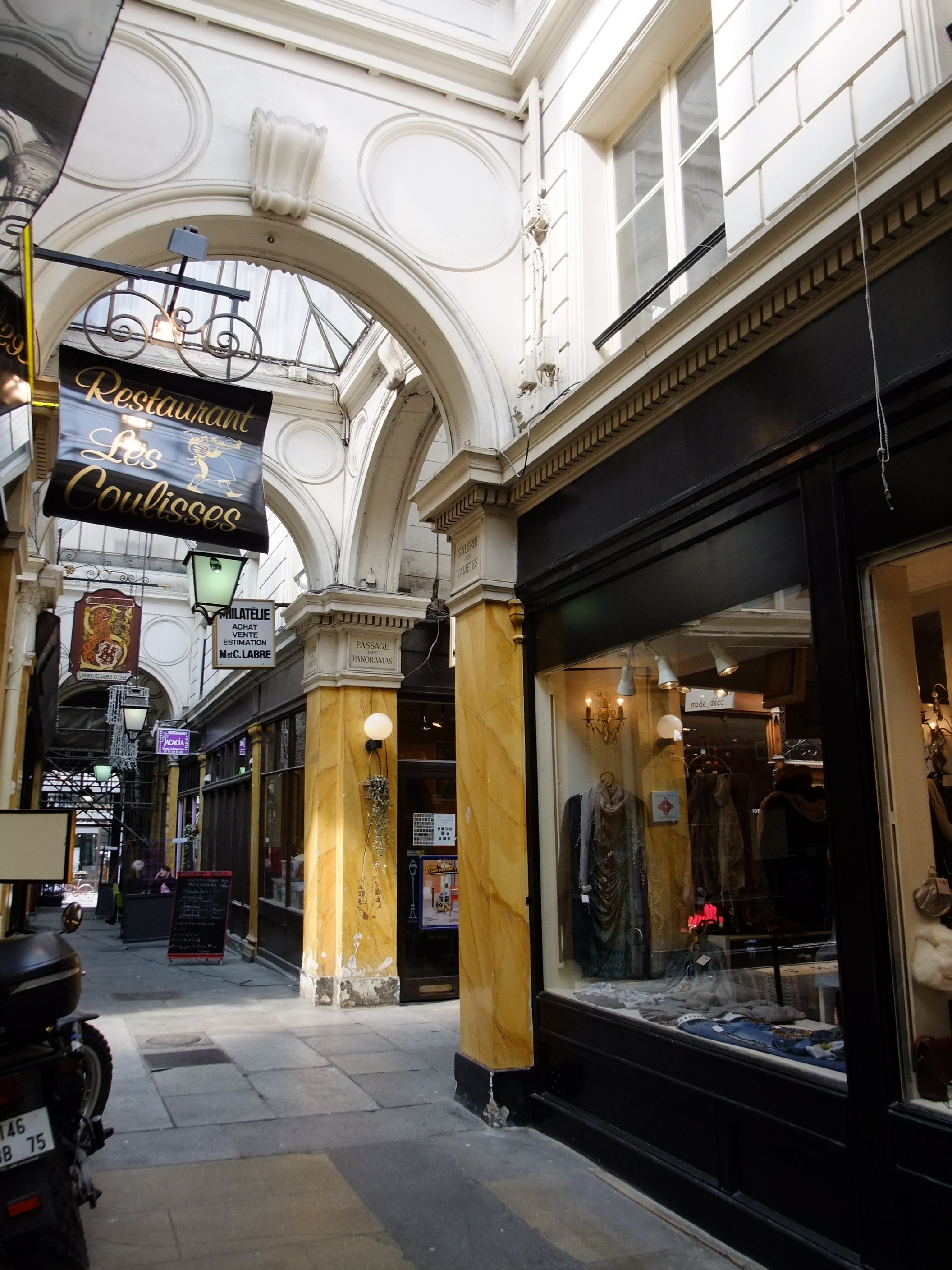
La galerie des Variétés.
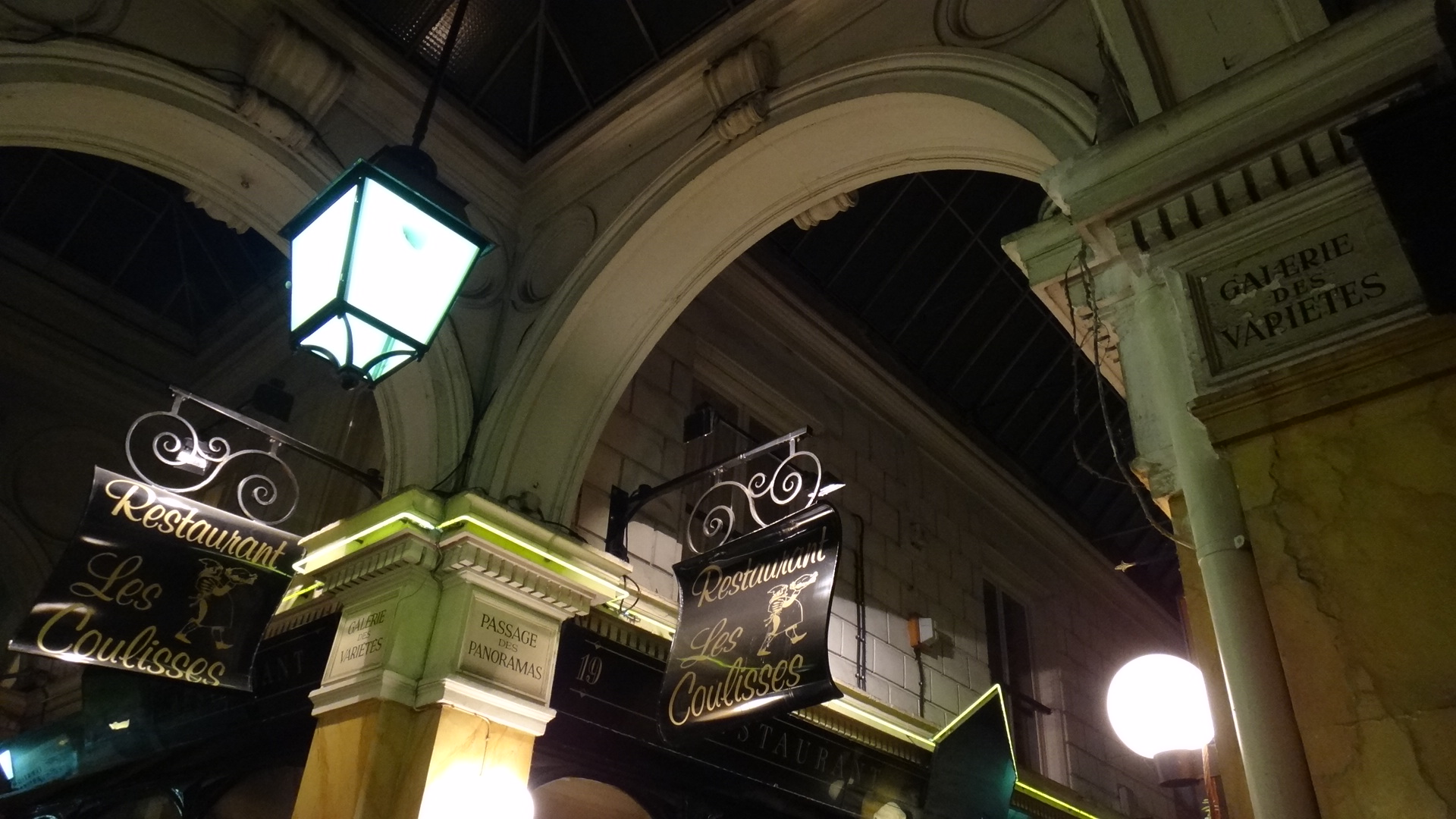
Arches au croisement avec la galerie des Variétés.
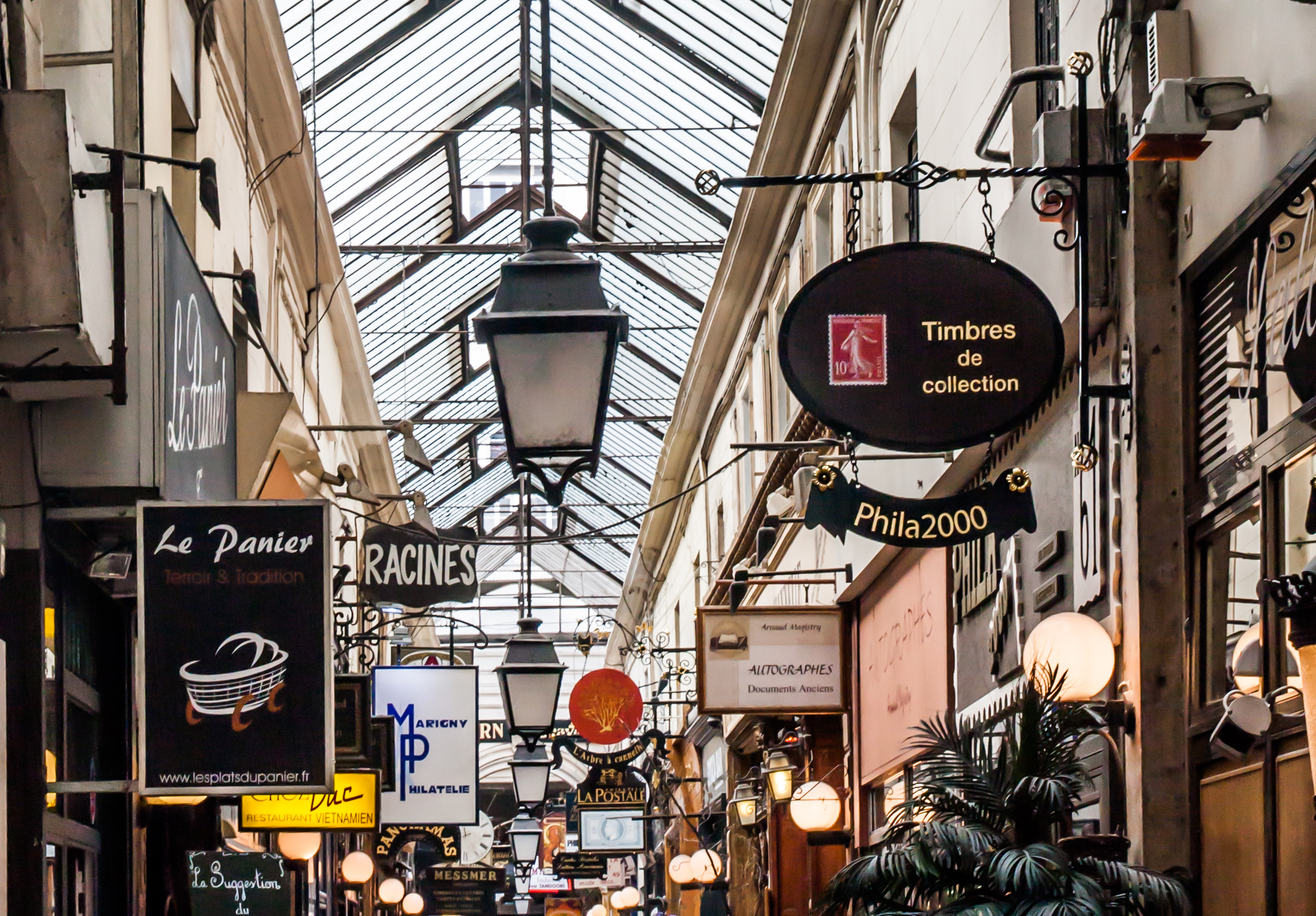
Vue de la verrière.
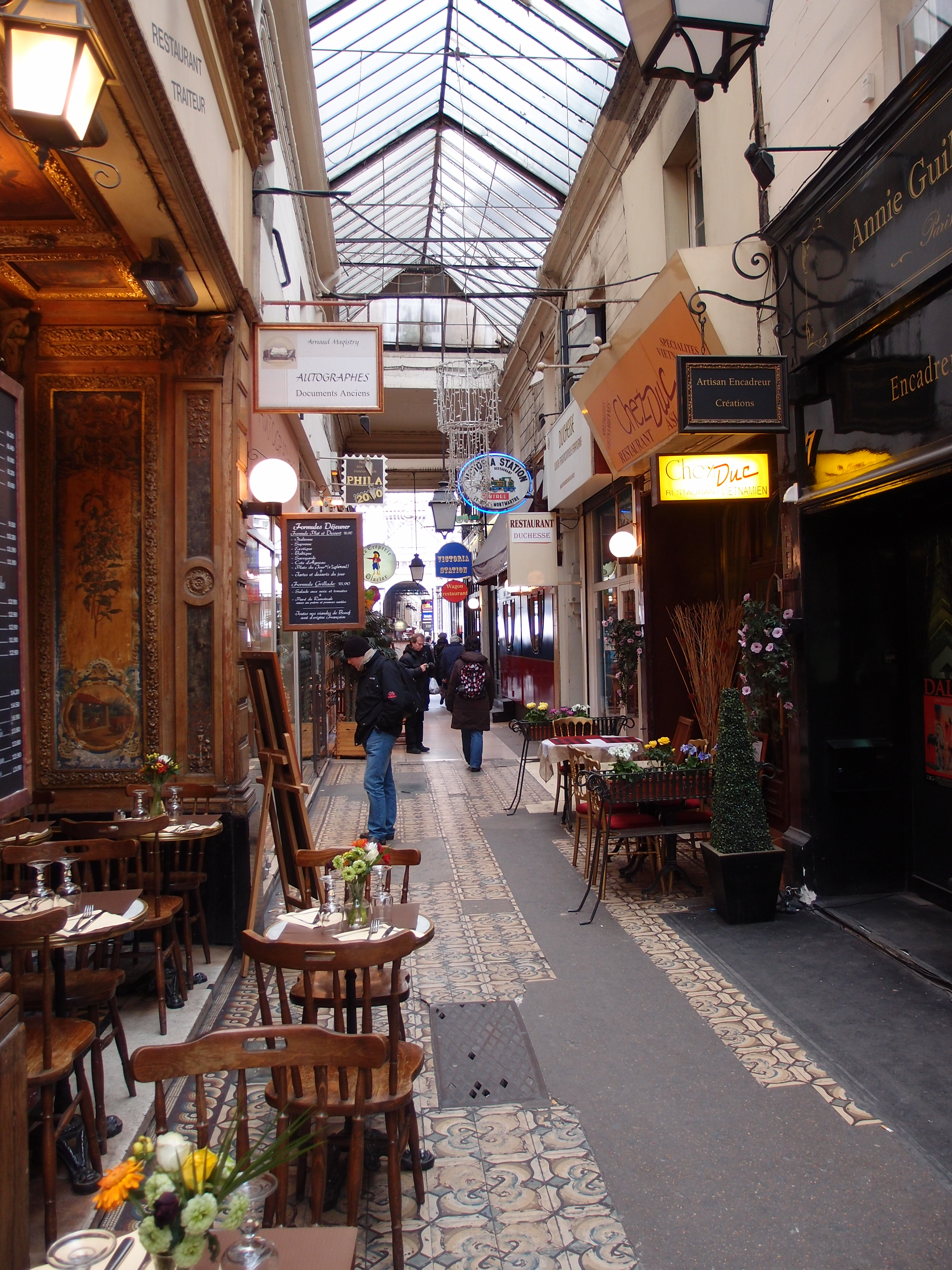
Le passage en mars 2013.

## Pour approfondir